# سیارک ۲۶۳۸۴۴
سیارک ۲۶۳۸۴۴ (به انگلیسی: 263844 Johnfarrell، نامگذاری:2009BV7)۲۶۳۸۴۴مین سیارک کشف شده‌است که در ۲۱ ژانویه ۲۰۰۹ کشف شد.